# Посольство Финляндии в США
Посольство Финляндии в США (англ. Finland's embassy to the United States) — дипломатическое представительство Финляндской Республики в столице США городе Вашингтоне.

## История
Здание посольства Финляндии в Вашингтоне было спроектировано архитектурным бюро Heikkinen–Komonen Architects (архитекторы Микко Хейккинен и Маркку Комонен) и открыто для посетителей в 1994 году. Посольство стало первым «зелёным посольством» в США и получило сертификат LEED Gold в 2010 году.
Имеются генеральные консульства в Нью-Йорке и Лос-Анджелесе.